# Doxylamin
Doxylamin ist ein stark sedierendes Antihistaminikum aus der Gruppe der Ethanolamine. Es wird als Schlafmittel zur Kurzzeittherapie und zur nächtlichen Linderung von Erkältungs- und Allergiesymptomen benutzt. In Kombination mit Pyridoxin (als Pyridoxinhydrochlorid) wird es gegen Schwangerschaftsübelkeit eingesetzt.

## Klinische Angaben

### Anwendungsgebiete (Indikationen)
Doxylaminhaltige Arzneimittel sind zur Ruhigstellung nervöser Patienten, zur Behandlung von Unruhe und Erregungszuständen bei Kindern und zur medikamentös erforderlichen Behandlung von Ein- und Durchschlafstörungen zugelassen. Darüber hinaus besteht eine Zulassung als Antiallergikum zur Behandlung allergischer Reaktionen der oberen und unteren Atemwege einschließlich Heuschnupfen und allergischer Bronchialkrämpfe sowie allergische Hauterkrankungen und Juckreiz. Weitere Einsatzgebiete in Kombination mit Pyridoxin sind die Behandlung von Übelkeit und Erbrechen und in Kombination mit Paracetamol, Dextromethorphan und optional Ephedrin die symptomatische Behandlung von Erkältungskrankheiten.

### Gegenanzeigen (Kontraindikationen)
Doxylamin darf nicht angewendet werden bei bekannter Überempfindlichkeit gegen den Wirkstoff sowie bei Patienten mit einem akuten Asthma-Anfall, Engwinkelglaukom, Phäochromozytom, Prostatahyperplasie mit Restharnbildung und Epilepsie. Doxylamin darf insbesondere nicht nach einer akuten Vergiftung mit Alkohol, Schlaf- oder Schmerzmitteln oder Psychopharmaka eingesetzt werden. Die gleichzeitige Therapie mit MAO-Hemmern ist kontraindiziert.

### Schwangerschaft und Stillzeit
Für doxylaminhaltige Arzneimittel konnte in epidemiologischen Studien kein Hinweis auf eine fruchtschädigende Wirkung gezeigt werden. In tierexperimentellen Studien konnten keine teratogenen oder fetotoxischen Effekte beobachtet werden. Nach Verabreichung hoher Dosen Doxylamin an Ratten zeigten deren Nachkommen lediglich ein geringfügig reduziertes Geburtsgewicht. Dennoch wird eine Nutzen-Risiko-Abwägung während der Schwangerschaft empfohlen. In den USA (seit 2013) und Kanada sind doxylaminhaltige Arzneimittel zur Behandlung des Schwangerschaftserbrechens zugelassen. Seit 2019 ist Doxylamin in Kombination mit Pyridoxinhydrochlorid unter dem Handelsnamen Cariban auch in Deutschland erhältlich und zur Behandlung des Schwangerschaftserbrechens zugelassen.
Doxylamin geht in die Muttermilch über. Daher sollte während der Anwendung von Doxylamin nicht gestillt werden.

### Nebenwirkungen
Dosisabhängig können insbesondere Müdigkeit, Schläfrigkeit, Benommenheit, Schwindel, Konzentrationsstörungen, Kopfschmerzen, Depressionen, Muskelschwäche und Tinnitus auftreten. Das Reaktionsvermögen ist vermindert. Diese Symptome können am folgenden Tag noch bestehen.
Auch paradoxe Symptome wie Unruhe, Erregung, Spannung, Schlaflosigkeit, Verwirrtheit, Halluzinationen, Zittern und in seltenen Fällen zerebrale Krampfanfälle sind möglich. Diese können ebenso nach der Beendigung einer längerdauernden Doxylaminanwendung beobachtet werden. Während der Therapie können Übelkeit, Erbrechen, Diarrhoe, Appetitverlust oder Appetitzunahme und epigastrische Schmerzen auftreten. Sehr selten kann es zu einem lebensbedrohlichen paralytischen Ileus kommen.
Doxylamin besitzt eine ausgeprägte anticholinerge Wirkkomponente. Anticholinerge Nebenwirkungen unter Doxylamin schließen Akkommodationsstörungen, Mundtrockenheit, Gefühl der verstopften Nase, Erhöhung des Augeninnendruckes, Obstipation und Miktionsstörungen ein. Auch tachykarde Herzrhythmusstörungen und Veränderungen des Blutdrucks lassen sich darauf zurückführen.
Unter Doxylamin kann die Atemfunktion durch Sekreteindickung, Bronchialobstruktion beeinträchtigt sein und es zu einem Bronchospasmus kommen.
Nach Gabe von Doxylamin kann es bei Patienten mit Phäochromozytom zu einer Katecholamin-Freisetzung kommen.

### Wechselwirkungen
Zentral dämpfende Arzneimittel, insbesondere andere Hypnotika, Tranquilizer, Antidepressiva, Neuroleptika, Antiepileptika, Anästhetika und Analgetika vom Opioid-Typ führen mit Doxylamin zu einer wechselseitigen Verstärkung der Wirkungen und Nebenwirkungen. Dies gilt auch für den gemeinsamen Konsum von Alkohol mit Doxylamin. Auch α2-Sympathomimetika und andere zentralwirksame Antisympathotonika, wie Clonidin, Brimonidin, Guanabenz und Methyldopa, können die sedierenden Wirkungen von Doxylamin verstärken.
Anticholinergika, wie Atropin, Butylscopolamin sowie Biperiden, und andere Arzneistoffe mit einer anticholinergen Wirkkomponente, wie Trizyklische Antidepressiva, können die Nebenwirkungen von Doxylamin verstärken. MAO-Hemmer können über eine Verlangsamung des Abbaus von Doxylamin die Wirkungen und Nebenwirkungen des Arzneistoffs verstärken.
Bei Patienten unter Doxylamintherapie darf Adrenalin nicht zur Behandlung der Hypotonie eingesetzt werden, da mit einer Gefahr der Adrenalinumkehr und somit mit einer Verstärkung der Hypotonie gerechnet werden muss.

## Pharmakologie
Doxylamin ist ein H1-Antihistaminikum, also ein Hemmstoff der Wirkung des Histamins am Histamin-H1-Rezeptor. Durch Hemmung der Entzündungsmediator-Funktion des Histamins wirkt Doxylamin als Antiallergikum. Im Zentralnervensystem hemmt Doxylamin darüber hinaus einige Neurotransmitter-Funktionen des Histamins und wirkt dadurch sedierend und brechreizhemmend. Doxylamin ist weiterhin ein Anticholinergikum am M1-Rezeptor und hat dessen übliche Nebenwirkungen. Die Halbwertzeit im Plasma beträgt 10 h.

## Stereochemie
Doxylamin besitzt ein stereogenes Zentrum, ist also chiral. Es wird als Racemat [1:1-Gemisch aus (R)-Doxylamin und (S)-Doxylamin] eingesetzt, obwohl die unterschiedliche physiologische Wirkung von Enantiomeren bekannt ist.

## Handelsnamen
Monopräparate
Gittalun (D), Hoggar night (D), Schlafsterne (D), SchlafTabs (D), Sedaplus (D), Sanalepsi (CH), Valocordin-Doxylamin (D)
Kombinationspräparate
Cariban (D), Vicks MediNait (CH), Wick Erkältungssirup (A), Wick MediNait (D)